# Complement de règim verbal
|  | No s'ha de confondre amb complement verbal. |

El complement de règim verbal (CRV), també conegut en altres teories gramaticals com a suplement, és un complement verbal argumental (és a dir, que la seva presència o absència dependrà de l'estructura argumental del verb) que es caracteritza per presentar la forma d'un sintagma preposicional la preposició del qual vindrà determinada pel verb, esdevenint invariable, en principi, o per una clàusula subordinada substantiva encapçalada per la conjunció que.

## Tipologia
Majoritàriament va amb verbs que demanen aquest complement.
- confiar «en la victòria»
- adonar-se «de les raons»
- tenir prou «amb el contracte»
- adonar-se «que les coses no van bé»

Segons les classificacions de la teoria temàtica desenvolupada al si de la Gramàtica Generativa, el CRV sol tenir el paper temàtic de Tema, tot i que també en pot tenir el d'Origen:
Es va oblidar «de dur l'autorització» (Tema)
S'allunyaren «del lloc de l'explosió» (Origen)
El lingüista Emilio Alarcos Llorach va distingir quatre tipus de CRV o suplement -en la seva terminologia-:
- Suplement propi: és un complement imprescindible del verb, incompatible amb el complement directe, atès que realitza la mateixa funció sintàctica i semàntica.
  - Fa dues hores que parlen «de futbol»

- Suplement impropi: és semblant a l'anterior, però aquest és compatible amb el CD.
  - Amenaçà el seu subordinat «amb el comiat»

- Suplement atributiu: segons Alarcos, aquest complement es troba a mitjan camí entre el suplement i l'atribut. Aquest sintagma preposicional modifica el subjecte a través del verb. Altres lingüistes no consideren aquesta mena de complements com a CRV o suplements sinó com a complements predicatius:
  - Gemma presumeix «d'intel·ligent»

- Suplement inherent: aquest comparteix trets del suplement i del complement circumstancial o additament. Aquesta mena de complements s'havien considerat tradicionalment com a circumstancials, però el fet que siguin imprescindibles els diferencia clarament dels vertaders circumstancials. Complementen el verb indicant circumstàncies de caràcter temporal, locatiu o modal. Altres lingüistes els anomenen complements pseudocircumstancials:
  - Viu «a Xàtiva»/Aquests embotits venen «de Salamanca»

## El complement de règim verbal en català: el canvi i caiguda de preposicions
La particularitat del CRV en català és que la preposició que l'encapçala sí que pot variar, i fins i tot desaparèixer, en funció de la categoria gramatical que vingui darrere: 
- Quan hi ha un infinitiu les possibilitats quant a la preposició es redueixen. Només són possibles, normativament, les preposicions a i de. Quan la preposició exigida sigui una altra, haurà de canviar-se per una d'aquestes dues.
  - confiar «a vèncer»
  - tenir prou «d'ésser contractat»

- Quan hi ha una proposició o clàusula subordinada, la preposició desapareix.
  - confiar «∅ que vencerem»
  - tenir prou «∅ que el contractin»

Tanmateix, és possible veure que, malgrat aquesta caiguda normativa de la preposició, aquesta roman present a l'estructura profunda de l'oració. Així ho mostra la pronominalització dels CRV en què la preposició caiguda és de, que segueixen sent substituïts pel pronom en, característic dels sintagmes preposicionals encapçalats per aquesta preposició:
S'adonà ∅ que havia fet tard = Se n'adonà